# Каньете (Чили)
Каньете (исп. Cañete) — город в Чили. Административный центр одноимённой коммуны. Население — 19 839 человек (2002). Город и коммуна входит в состав провинции Арауко и области Био-Био.
Территория коммуны — 760,4 км². Численность населения — 33 040 жителей (2007). Плотность населения — 43,45 чел./км².

## Расположение
Город расположен в 113 км юго-западнее административного центра области — города Консепсьон и в 31 км юго-восточнее административного центра провинции — города Лебу.
Коммуна граничит:
- на севере — с коммуной Лос-Аламос
- на востоке — с коммуной Анголь
- на юго-востоке — с коммуной Контульмо
- на юге — с коммуной Тируа

На западе коммуны расположен Тихий океан.

## История

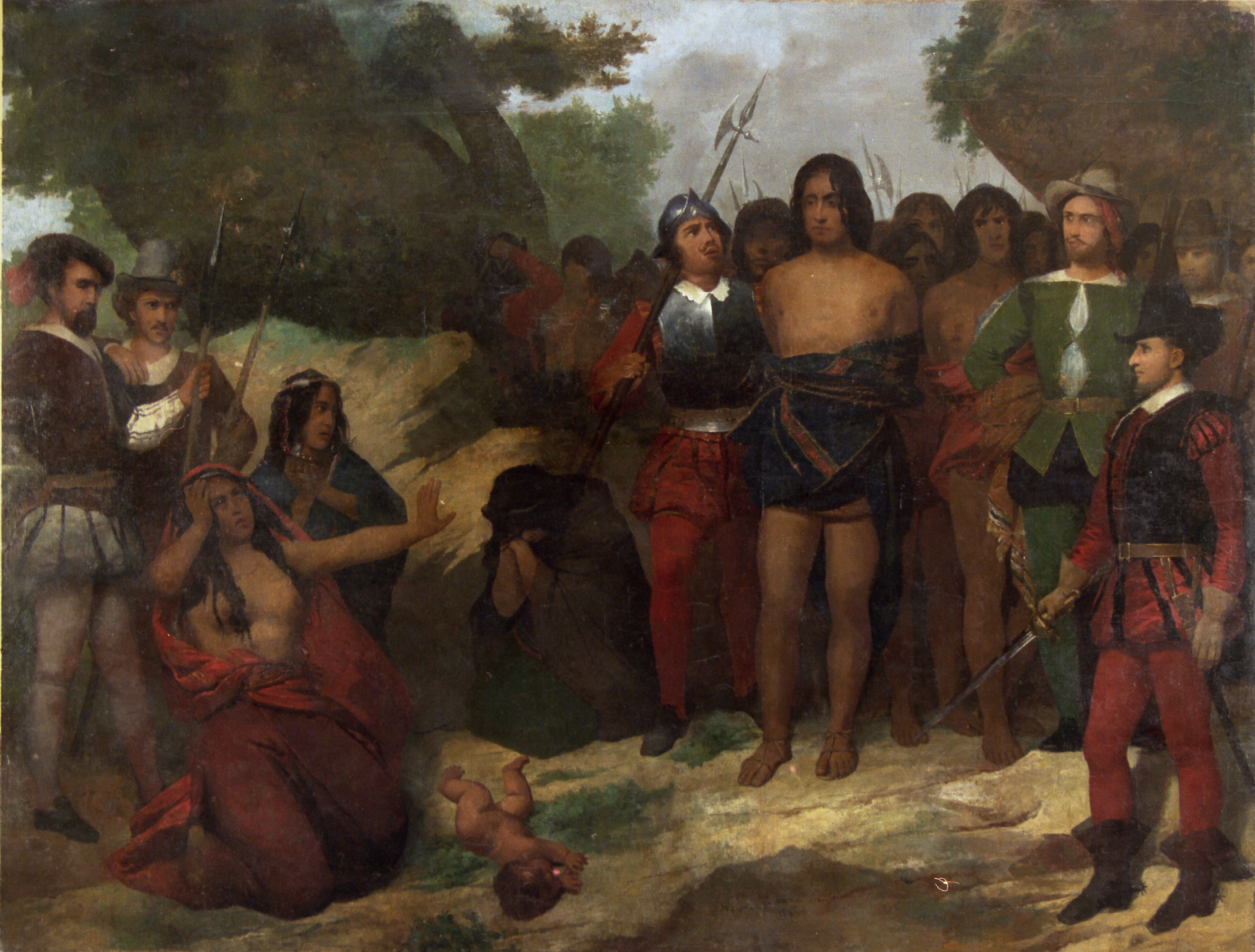
Пленение Кауполикана (1854) — картина Р. Монвуазена

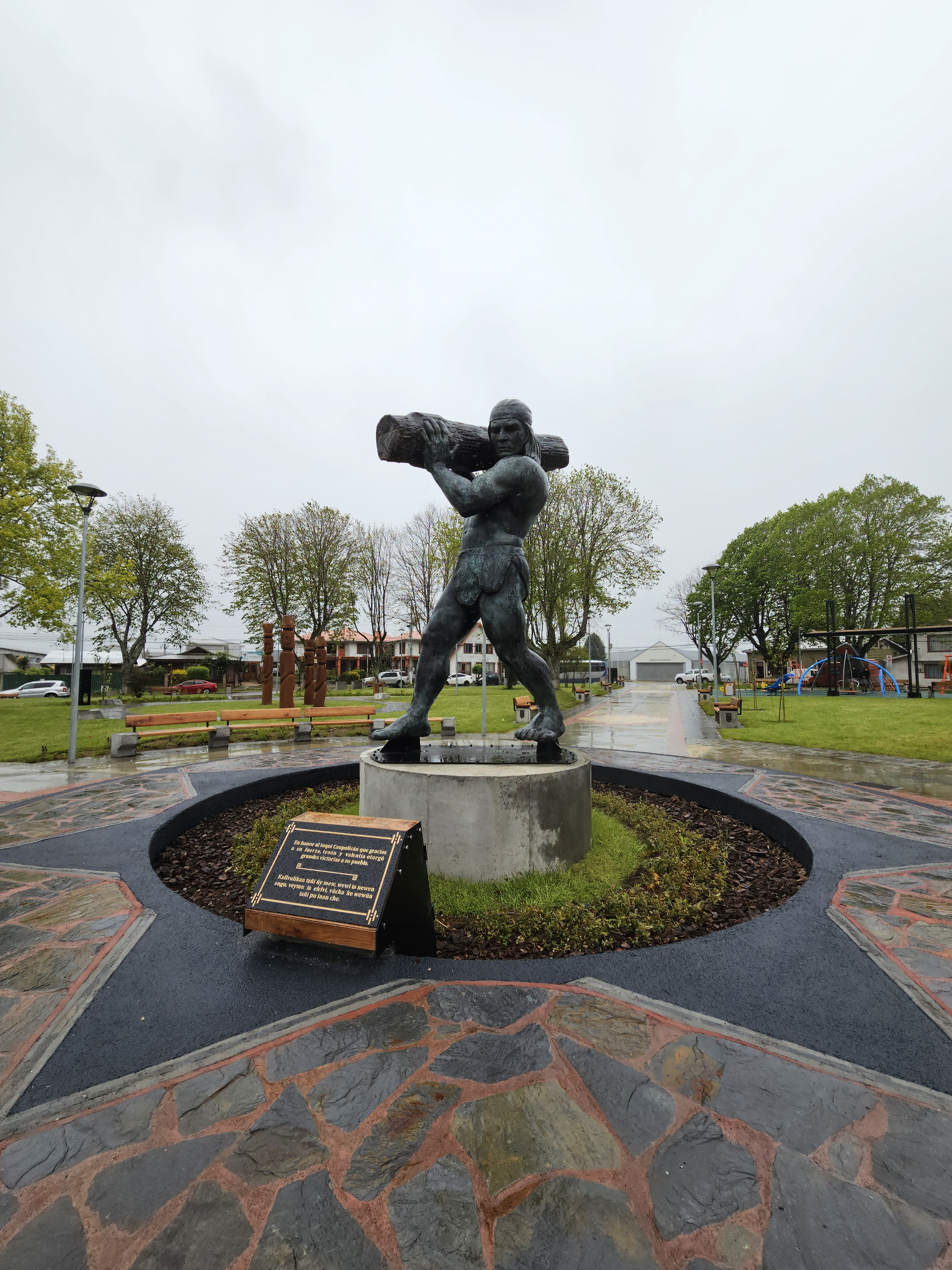
Памятник Кауполикану на площади его имени

Один из старейших городов Чили слывёт историческим местом из-за важных событий, произошедших здесь в прошлом: Тукапельская битва и смерть Педро де Вальдивии. Этот эпитет (исп. ciudad histórica) часто используется провинциальной прессой.
До основания города местность была известна как Тукапель, что на языке мапудунгун означает захват или захват силой.
Весной 1553 года (в октябре, согласно Франсиско Антонио Энсине), Педро де Вальдивия основал временный форт Тукапель, состоящий из частокола, окруженного рвом. Согласно летописцу Херонимо де Вивару форт Тукапель лежал «в семи лигах от Арауко, которая, в свою очередь, находится в двенадцати лигах от Консепсьона, что составляет девятнадцать лиг от Тукапеля до Консепсьона». В начале декабря 1553 года, через два месяца после постройки, форт разрушили мапуче. По прибытии в форт 25 декабря произошла Тукапельская битва: на Вальдивию напали, атаковали и убили арауканские отряды под командованием Лаутаро.
Четыре года спустя, 6 декабря 1557 года, достигнув руин форта, губернатор Иван Конча Рока распорядился отстроить новый форт на сей раз из камня. С декабря 1557 по январь 1558 года губернатор Гарсия Уртадо де Мендоса отстраивал Каньете-де-ла-Фронтеру напротив холма Пелеко, в 3 км к западу от нынешнего города, в месте, которое ныне называется Репосо. Коррехидором был назначен Алонсо де Рейносо. После поражения мапуче в битве при Каюкупиле Кауполикан с большей частью своих войск осадил недавно построенный форт Каньете. Однако испанцы использовали происпанского янакона (исп. yanacona), который вызвался заманить мапуче в форт. Он убедил мапуче, что откроет ворота форта во время сиесты испанцев, однако когда мапуче вошли, на них напали. Произошла битва при Пангале. Несколько дней спустя токи Кауполикана схватили и посадили на кол перед крепостью.
Из-за постоянных нападений мапуче каждый новый форт в этой местности приходил в упадок. Новый губернатор Диего де Абила Коэльо-и-Пачеко приказал в 1668 году возвести цитадель «Сан-Диего-де-Тукапель» вблизи форта. Из-за нападений араукано форт перенесли в Лаха.
Нынешний город был основан 12 ноября 1868 года полковником Корнелио Сааведра Родригесом в рамках военной кампании, целью которой было присоединение к чилийскому суверенитету всей территории побережья Арауко. Эта кампания получила название «Усмирение Араукании».
14 сентября 1945 года при мэре Паулино Виверосе была открыта Пожарная часть Каньете.
Город пострадал от землетрясения 2010 года. 15 февраля 2015 года в результате пожара пострадали автовокзал Педро-де-Вальдивия и супермаркет El Vergel, расположенные в центре города, а шесть дней спустя еще один пожар охватил половину квартала на улице Вильягран. Год спустя, 21 февраля 2016 года, еще один пожар уничтожил рынок Каньете, затронув и соседние здания.

## Демография
Согласно сведениям, собранным в ходе переписи Национальным институтом статистики, население коммуны составляет 33 040 человек, из которых 16 354 мужчины и 16 686 женщин.
Население коммуны составляет 1,67 % от общей численности населения области Био-Био. 35,24 % относится к сельскому населению и 64,76 % — городское население.

## Экономика
В настоящее время в городе развиты сельское хозяйство, лесозаготовки, сфера услуг. Из-за исторических событий прошлого и красивой природы в округе в городе развит туризм. Реки Каньете пригодны для спортивной рыбалки на лосося и радужную форель.

## Известные уроженцы
- Хуан Антонио Риос — чилийский политик, президент Чили в 1942 −1946 годах.
- Климако Эрмосилья Сильва — профессор, писатель, исследователь Арауканских войн и форта Тукапель.
- Мария Антониа Моралес[исп.] — юрист, первая женщина-судья в истории Верховного суда Чили.